# Eigenmannia nigra
Eigenmannia nigra är en fiskart som beskrevs av Mago-leccia, 1994. Eigenmannia nigra ingår i släktet Eigenmannia och familjen Sternopygidae. Inga underarter finns listade i Catalogue of Life.